# Klosterbrauerei Irsee

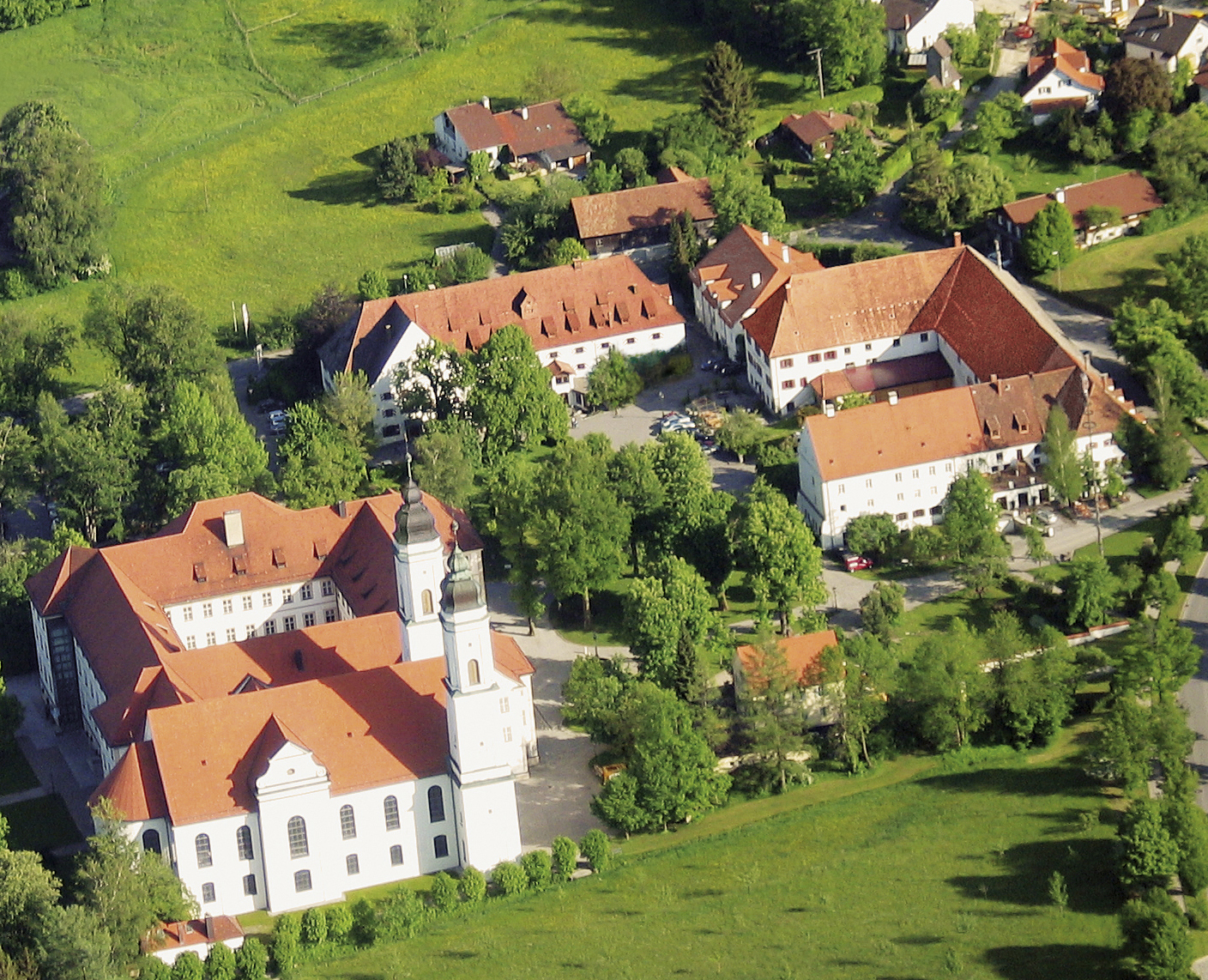
Luftaufnahme von Irseer Klosterbräu

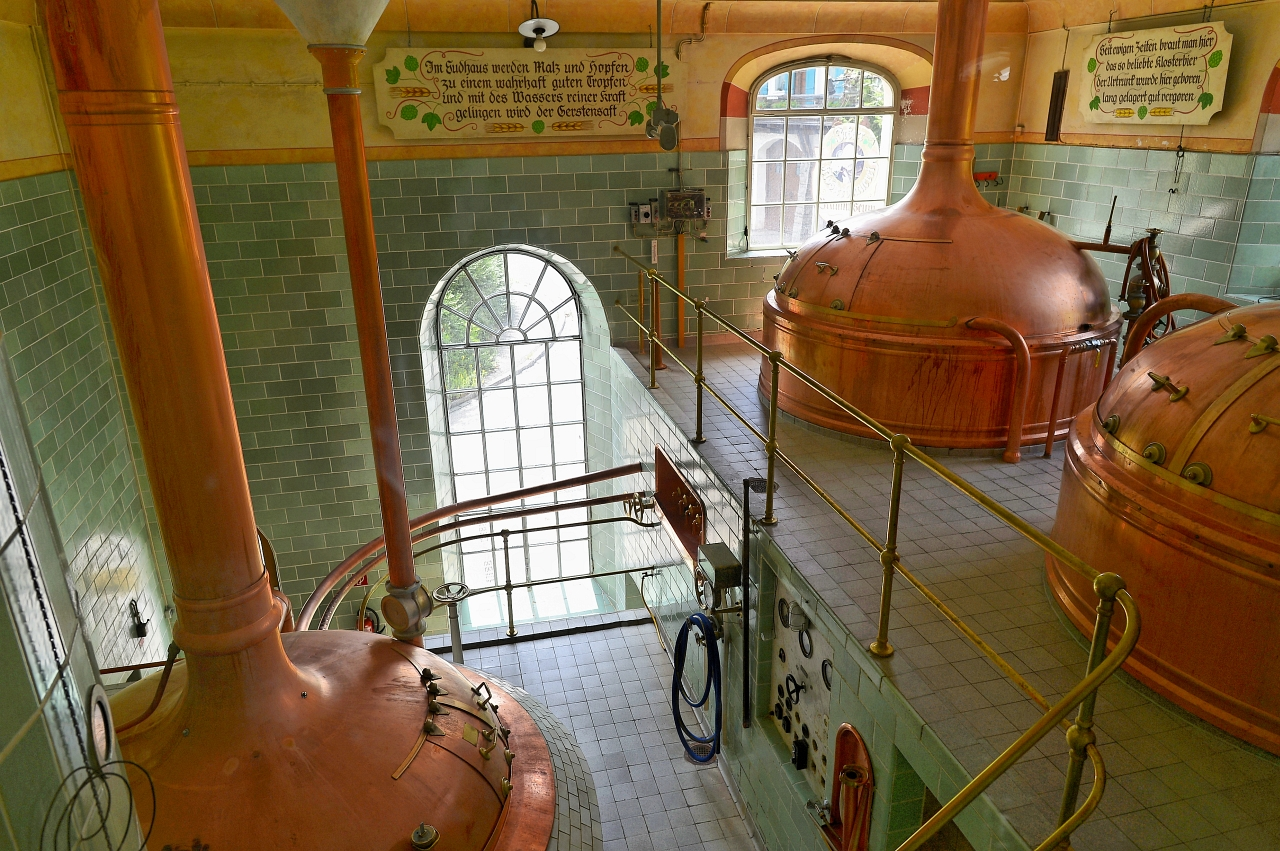
Das Sudhaus

Die Klosterbrauerei Irsee GmbH ist eine südbayerische Brauerei mit angeschlossenem Braumuseum, Brauereigaststätte und Hotel. Alle Einrichtungen sind angesiedelt im „Klosterviertel“ am und im ehemaligen Reichsstift Kloster Irsee im Landkreis Ostallgäu, wenige Kilometer nordwestlich von Kaufbeuren.
Die Brauerei hatte 2008 eine Jahresproduktion von 4500 Hektolitern.

## Geschichte und Beschreibung
Das Kloster Irsee wurde im 12. Jahrhundert gegründet. Die erste Braustätte wurde hauptsächlich für den Eigenbedarf der Benediktiner-Mönche eingerichtet. Nach Zerstörungen im Bauernkrieg und Dreißigjährigen Krieg wurde das Kloster (seit dem 15. Jahrhundert eine Reichsabtei) jeweils wieder errichtet. Als allerdings 1803 im Zuge der Säkularisation das Kloster endgültig aufgelöst wurde, wurde die Brauerei Privatbesitz. Die restlichen Klostergebäude wurden ab 1849 als Heil- und Pflegeanstalt für geistig behinderte Menschen genutzt.
Erst ab 1970 begann man, ein Konzept zur Wiederbelebung der Klostertradition zu erstellen und umzusetzen. In den Folgejahren bis zur 800-Jahr-Feier des ehemaligen Benediktinerstifts 1982 wurde 1972 vom Bezirk Schwaben das Krankenhaus aufgelöst, die Kirche und die Klostergebäude samt den teilweise mit Fresken ausgestatteten Kellergewölben mit ihrem meterdicken Mauerwerk restauriert. Die Brauerei sollte erweitert werden mit angeschlossenem Braumuseum, Brauereigaststätte und Hotel. Bei den Restaurierungsarbeiten hierzu in der alten Gaststube fanden sich Fragmente einer früheren Feuerstelle. Es wird angenommen, dass sich um diesen Bereich die ersten Gasträume der Irseer Mönche befanden. Die Feuerstelle wurde nach ursprünglichen Vorlagen wieder aufgebaut. Im Klosterbräu wurde nun wieder mit dem rein handwerklichen altklösterlichen Brauverfahren Bier hergestellt. Die Biermarken sind „Kloster Urtrunk“ und „Kloster Urdunkel“. Im Braumuseum kann der Besucher unter anderem direkt in das Sudhaus der Klosterbrauerei sehen und den Gärkeller besichtigen, in dem das Bier je nach Sorte 80 bis 180 Tage reift.
Direkt benachbart wurde 1984 das Schwäbische Tagungs- und Bildungszentrum Kloster Irsee eröffnet; im sogenannten Klosterviertel siedelten sich außerdem Kunsthandwerker, kleine Dienstleistungsbetriebe, sowie eine Galerie und die erste Allgäuer Kleinkunstbühne überhaupt, das heute noch bestehende „Altbau“, an. Die Ton- und Glaskrüge der Braugaststätte werden exklusiv für das Klosterbräu von einem Künstler gestaltet.

## Brauereimuseum

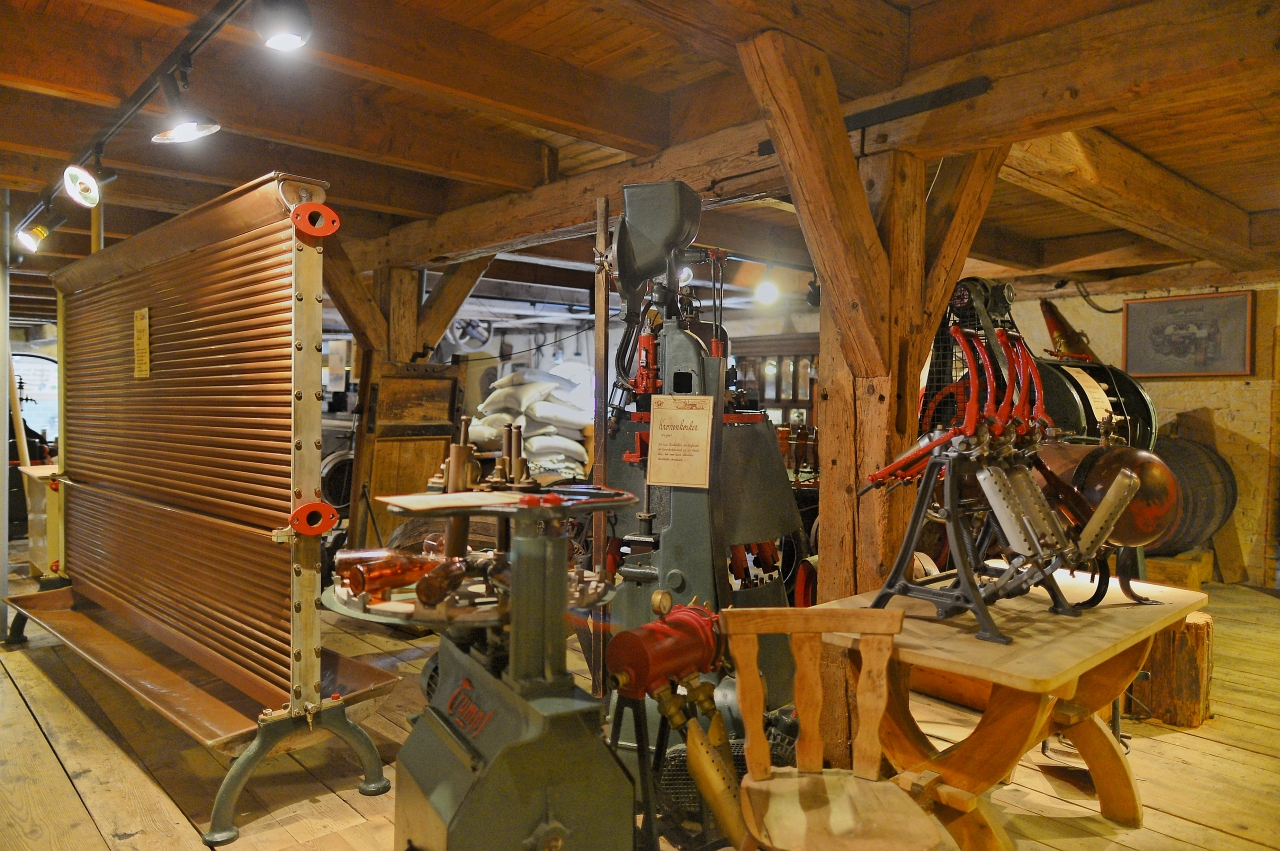
Das Brauereimuseum

Vom Brauereimuseum aus kann man durch große Glasscheiben direkt die Brauerei beobachten. Zu den Ausstellungsstücken gehören zahlreiche Gerätschaften aus den verschiedenen Epochen der Klosterbrauerei und viele weitere Ausstellungsstücke zur Geschichte des Irseer Klosterviertels. In einer Sonderausstellung werden historische Fotos und Postkarten gezeigt.

## Biersorten
Neben dem hellen Kloster Urtrunk braut Irseer Klosterbräu die Sorten Kloster Ur-Dunkel, Kloster Starkbier und Kloster Urweiße. 1981 wurde als Sonderedition zum 800. Jahrestag der Klostergründung das Produkt Abts Trunk eingebraut, das lange Zeit als teuerstes deutsches Bier galt. Des Weiteren werden noch ein Bierbrand und ein Klosterlikör herstellt.

## Sonstiges
Die Brauerei ist Mitglied im Brauring, einer Kooperationsgesellschaft privater Brauereien aus Deutschland, Österreich und der Schweiz.